# Oberreintaldom
Der Oberreintaldom ist ein 2371 m hoher Berg des Wettersteingebirges in den Ostalpen und liegt in Bayern, knapp nördlich der Grenze zu Tirol in Österreich.

## Lage und Beschreibung
Der Oberreintaldom ist ein Gipfel des Wettersteingebirges, der östlich und oberhalb des im selben Grat gelegenen Unteren Berggeistturms und nördlich des Unteren Schüsselkarturms liegt. Er befindet sich im Westgrat des Westgipfels der Partenkirchner Dreitorspitze (2633 m).  Der Oberreintaldom liegt zur Gänze in Bayern, aber unweit der Grenze zu Tirol. Er ist einer der Gipfel, die das Oberreintal nach Osten begrenzen.
Der Oberreintaldom ist ein markanter Berg, der das Oberreintal beherrscht. Den Namen verdankt er den hohen Felspfeilern, die im Abendlicht an eine gotische Kathedrale erinnern. Bevor sich der Name Oberreintaldom durchsetzte wurde der Berg „Teufelsberg“ genannt. Der Oberreintaldom ist ein bekannter Kletterberg in den Nördlichen Kalkalpen, die wesentliche Wände sind nach Norden und Südwesten ausgerichtet. Alleine an der Nordwand gibt es mehr als 20 Kletterrouten.

## Zugang und Erschließung
Der wesentliche Talort ist Garmisch-Partenkirchen und kann nur durch eine ca. 5 stündige Wanderung erreicht werden. Diese führt durch die Partnachklamm und dann an der Partnach entlang durch das Reintal. Von diesem gelangt man in das Oberreintal.
Der Oberreintaldom wurde erstmals von Hermann von Barth in seinem 1874 herausgegebenen Buch Aus den Nördlichen Kalkalpen beschrieben. Erstbestiegen wurde der Berg 1909 vom Anton Schmidt und  H. Behrendt über den Westgrat.

## Alpinismus
Am Oberreintaldom befinden sich zahlreiche Klettertouren. Nach den Erstbesteigern, waren es 1936 Lesch und Prechtl die den ersten Durchstieg in der linken Wandhälfte bewältigten, 1947 gelang es Martin Schießler und Werner Fischer die Nordwand rechts des Pfeilers zu durchsteigen.
Große Klassiker, die auch heute noch beliebte Touren sind:
- Gonda (UIAA 6+, 300 m), erstbegangen am 20. Juli 1952 von K. Gonda und H. Hackl. Diese Klettertour gilt als einer der großen Klassiker im Oberreintal und hieß früher Nordverschneidung.[1]
- Schmidt-Behrendt (UIAA 4, 160 m), erstbegangen 1909 von A. Schmidt und H. Behrendt. Saniert von Pit Schubert und Manfred Thieme.[3]

Neue Routen sind:
- Schießler-Führe (UIAA 8- oder 6,A0, 260 m), erstbegangen durch Martin Schießler und W. Fischer 1947. Seit der Sanierung durch Pit Schubert ist diese eine sehr beliebte Route.